# Периметрия
Периметрията е основен диагностичен метод в офталмологията. Използва се от 17 век за определяне на количествени и качествени дефекти в зрителното поле на човека.
Тя е метод за измерване на зрително-функционалния капацитет на окото.
Това изследване осигурява един от основните показатели, с които се потвърждава или отхвърля диагнозата Глаукома, а също така служи и за проследяване и преценка на ефективността на лечението при пациенти с вече разпозната глаукома.
На приложента фигура вдясно се вижда проекция на ефективното зрително поле на здраво дясно око (изображението вдясно) и на око с прогресираща глаукома на другото око (изображението вляво)... Цензурирано

## Апаратура
Съвременният периметричен комплект се състои от:
- Периметър, осъществяващ кинетична и/или статична периметрия,
- Компютър, контролиращ яркостта и калкулиращ резултатите. Стандартният фон при периметрия е равен на 31,5 апостилба.
- Изходно устройство, най-често принтер.

## Документ от изследването
- Паспортна част,
- Показатели за достоверност,
- Резултати от измерване на ретиналната светочувствителност,
- Общо отклонение от нормата,
- Коригирано общо намаление на ретиналната светочувствителност => локализирани дефекти,
- Заключение по показателите.